# Argas hermanni
Argas hermanni är en fästingart som beskrevs av Jean Victor Audouin 1827. Argas hermanni ingår i släktet Argas och familjen mjuka fästingar. Inga underarter finns listade i Catalogue of Life.